# 대목장

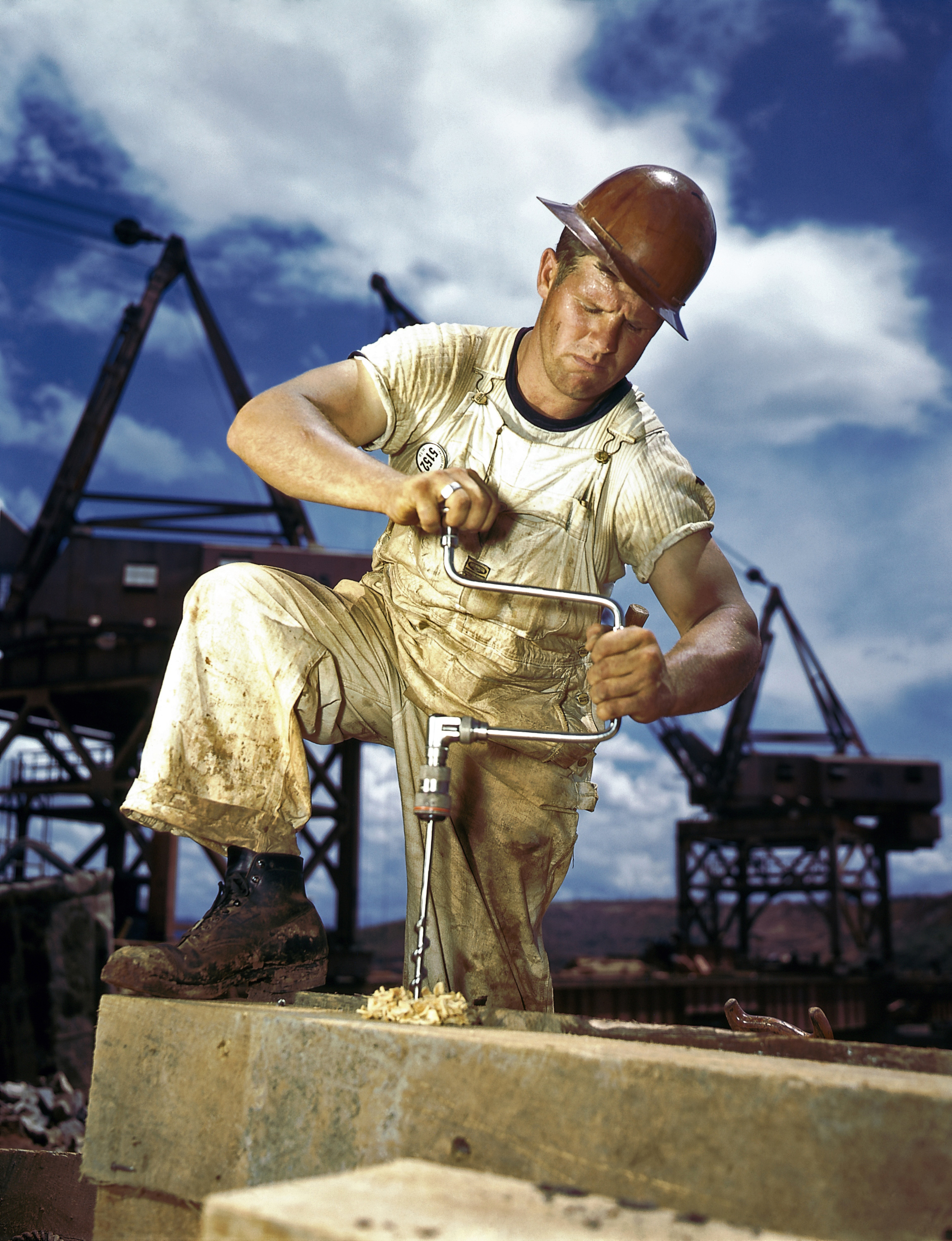

대목(大木, carpentry)은 건축과 관련된 목공일이고, 그 일을 하는 사람을 대목장(大木匠, carpenter)이라고 한다. 즉 대목장은 목재로 건물을 짓거나 건축자재를 만드는 직업이다. 목공기능직이자 건설기능직이다.
한옥을 짓는 한국의 대목장은 유네스코 인류무형유산으로 등재되어 있다.

## 어원

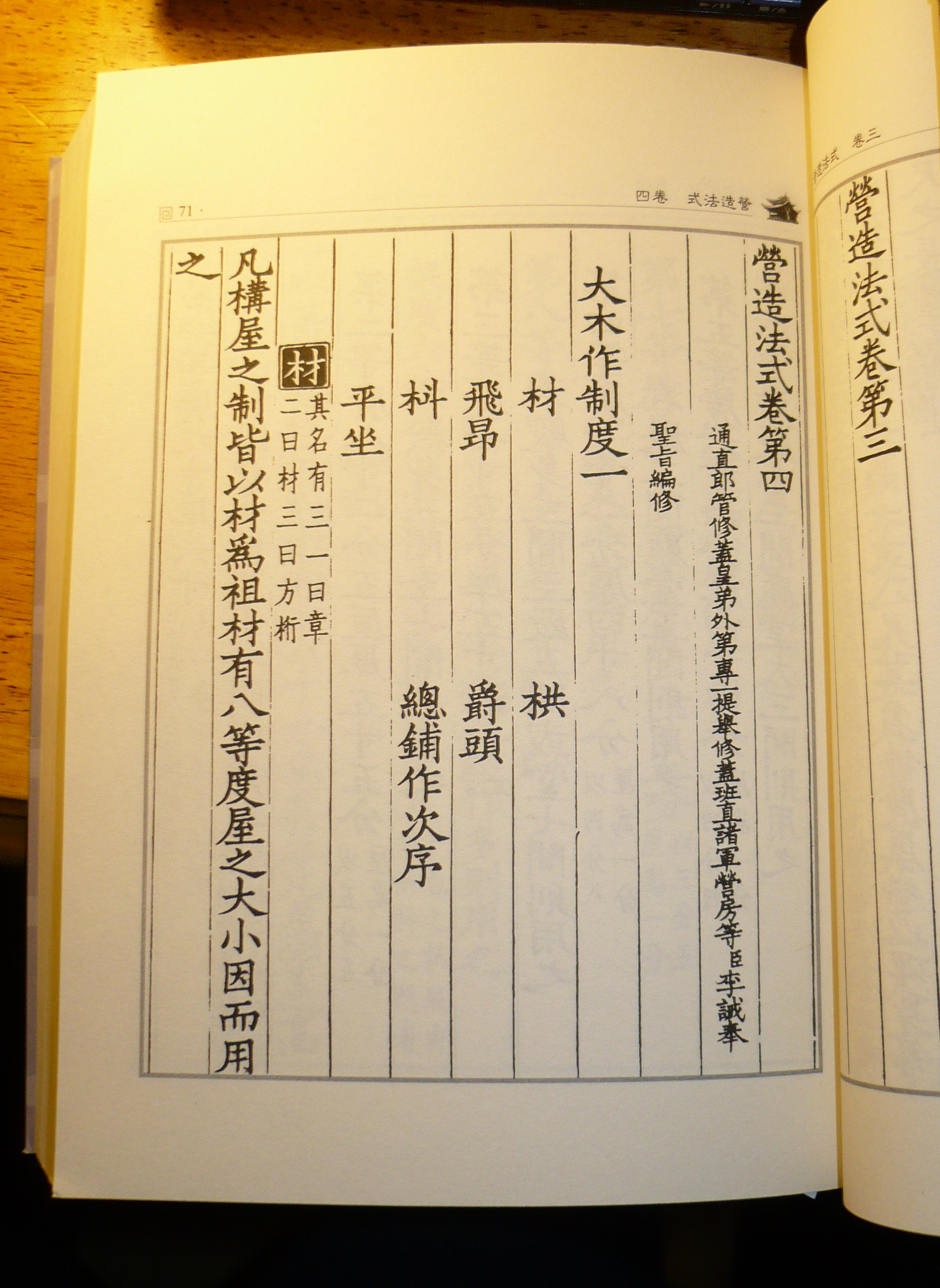
『영조법식』의 「대목작제도 1」 부분.

“대목”이라는 표현은 북송 사람 이계가 쓴 『영조법식』(营造法式)이라는 책에 처음 나온다. 이 책에서는 목공을 크게 대목작과 소목작으로 나누었는데, 대목작은 대들보, 기둥, 서까래, 마루 등의 건축자재를 만들고 그것들로 집을 조립하는 것이고, 소목작은 가구를 만드는 것이다.
일본어에서는 대목장을 대공(일본어: 大工 다이쿠[*])이라고 하는데, 이 말은 원래 목공에 한정되지 않고 일반적으로 기술자들을 통솔하는 장인을 가리키는 말이었다. 대공 밑에 딸린 기술자들은 소공(少工)이라 했다. 그러다 의미가 변해서 대공이라 하면 대목장만 가리키게 되었다. 원래 일본에서는 건축 장인을 좌관(左官)과 우관(右官)으로 나누었는데 좌관은 미장이를 이르고 우관은 대목장을 뜻했다. 그러다 에도시대 무렵부터 집 짓는데 참여하는 우관 전반을 대공이라 부르게 되었고, 도편수에 해당하는 기존의 대공은 동량(棟梁)이라고 부르게 되었다. 현대 일본의 건설회사 중 이름이 “○○구미(組)”로 끝나는 것들이 있는데, 건설회사가 대목장들의 길드로 시작된 흔적이다.
영어 낱말 carpenter는 고프랑스어 carpentier가 어원이고, 이것은 다시 라틴어 carpentarius가 어원이다. 라틴어에서 이 말은 원래 “우마차(carriage) 만드는 이”라는 뜻이었다. 한편 중세 영어와 스코트어에는 게르만 계통 어원으로 wright 라는 말이 별도로 있었는데, 이 말은 고대 영어의 wryhta가 어원이고 현대 영어의 work와 뿌리를 공유한다. 이 말은 수레바퀴 만드는 윤인(輪人, wheelwright), 배 만드는 조선공(shipwirght) 등의 표현에 남아있다. 서양에서는 배나 우마차도 “짓는(building)” 것으로 취급하여 조선공 등을 광의의 carpenter에 포함시키고 나무배를 짓는 것을 선목장(ship carpentry)이라고도 한다.

## 역사
나무는 돌과 함께 가장 오래된 건축자재다. 석기시대에서 청동기시대, 철기시대를 거치면서 인류는 도구, 무기, 그리고 거주지를 만드는 기술을 발전시켜왔다. 대목일의 가장 오래된 고고학적 증거는 우물 유구로 발견된다. 우물 안벽을 나무로 덧댄 것이다. 대표적인 사례로 체코의 오스트로프에서 발견된 기원전 5256년경의 유적, 동독일에서 발굴된 지금으로부터 7000년 전의 유적 등이 있다.
그러나 대목일이 인류의 역사와 함께해온 것에 비해, 그것이 문지기록으로 남은 역사는 굉장히 짧다. 대목일의 지식과 기술은 대목장들 사이에서만 폐쇄적으로 전승되었다. 현존하는 가장 오래된 건축 텍스트는 로마 사람 비트루비우스의 『건축론』 10책이며, 이 책에 목조건축 이야기도 포함되어 있다. 이런 추세는 15세기에 인쇄기가 발명되면서 비로소 변화하기 시작했고, 18-19세기가 되면 대목일 안내서와 도안서가 주기적으로 출간되었다.
현존하는 가장 오래된 목조건물은 중국 산서성에 소재한 남선사라는 사찰 건물이다. 782년 당나라 때 만들어졌다. 서양에서는 잉글랜드 에식스의 그린스테드 교회당이 9세기 또는 11세기에 지어진 것으로서 가장 오래되었다고 여겨진다. 또는 12-13세기 노르웨이에서 건축된 통널 교회들이 유럽 최고의 목조건축이라 보기도 한다.